# Я женат на Мардж
«I Married Marge» (с англ. — «Я женился на Мардж») — двенадцатый эпизод третьего сезона мультсериала «Симпсоны» вышедший в эфир 26 декабря 1991 года.

## Сюжет
Гомер и Мардж беспокоятся, что она может быть снова беременна, и после теста на беременность, давшего неокончательный результат, Мардж поехала к доктору Хибберту для ещё одного теста. Во время ожидания Гомер рассказывал Барту, Лизе и Мэгги историю о том, как он женился на Мардж и как родился Барт. В 1980 году Гомер работал на поле для мини-гольфа и встречался с Мардж. Однажды ночью они запираются в замке поля для гольфа после просмотра «Звёздные войны: Империя наносит ответный удар». Несколько дней спустя Мардж плохо себя почувствовала и попросила Гомера отвезти её к врачу. Они отправляются к доктору Хибберту, который сообщает, что Мардж беременна. Гомер немного взволнован из-за сообщения, но так как он любит Мардж, он делает ей предложение, и она соглашается.
Они решают назвать своего новорождённого Бартом, поскольку Гомеру кажется, что только над этим именем дети не будут смеяться. Мардж и Гомер обвенчались в маленькой свадебной часовне на границе штата. Они провели свою первую брачную ночь в доме семьи Мардж, спя на разных диванах в гостиной, раздражая разговорами мать Мардж и Пэтти с Сельмой.
Зарплаты Гомера на поле для мини-гольфа недостаточно, чтобы обеспечить свою новую семью, поэтому он попытался найти работу на Спрингфилдской атомной электростанции, но у него не получилось. У Гомера и Мардж начинают конфисковать вещи за неуплату. Конфискация обручального кольца и некоторых детских вещей становится последней каплей, и Гомер решает уйти из дома, пока не найдет достойную работу. Когда Мардж прочитала письмо Гомера об уходе, то расстроилась. После многих попыток устроиться на новую работу, Гомер устроился работать в ресторан «Глотай и проваливай», где однажды его замечают Пэтти и Сельма. Сельма говорит Мардж о том, где сейчас Гомер. Мардж разыскала Гомера и убедила его вернуться домой с ней. Когда Гомер сказал, что не может купить много вещей для Мардж и даже обручального кольца, но она ответила ему, что любая вещь ценна, если она от него.
Гомер пытается снова устроиться на АЭС, на этот раз сказав мистеру Бёрнсу, что если Бёрнс ищет сотрудника, который вытерпит что угодно, и после этого всё равно будет согласен с Бёрнсом, то это — Гомер. Впечатлённый Бёрнс берёт Гомера на работу. Когда Гомер вернулся в дом Мардж, то узнал от своей тёщи, что Мардж уже в больнице. Он быстро добирается туда и видит Мардж с Сельмой и Пэтти, которая начинает язвить над Гомером. На это Гомер заявил, что он отец ребёнка, он платит за роды, и если Пэтти хочет остаться, то ей придётся проявить к нему уважение, после чего сообщает Мардж, что устроился на АЭС. Мардж рожает Барта, правда встреча Гомера и Барта конечно не задалась.
Когда Гомер закончил рассказывать историю, Мардж приходит с новостью, что она не беременна. Гомер и Мардж вне себя от радости.

## Производство
Это второй эпизод о начале отношений между Гомером и Мардж, после эпизода «The Way We Was». Серия первая из трёх о рождении детей Симпсонов, вторая «Lisa’s First Word», третья «And Maggie Makes Three».
Серия придумана Джеффом Мартином и срежиссирована Джеффри Линчем. Это вторая серия-флешбэк Симпсонов и сиквел предыдущего — «The Way We Was», в котором говорилось про первую встречу Гомера и Мардж в средней школе. Исполнительный продюсер Сэм Саймон сказал, что сценаристы были «неэффективны» с серией и добавил, что можно было сюжет про свадьбу Гомера и Мардж, рождение Барта и получение Гомером работы на АЭС разделить на три отдельных серии, вместо одной. Сотрудники были заинтересованы анимацией глаз персонажей в этой серии, поскольку зрачки были больше нормы, делая взгляд «опьянённым» и глазные яблоки «слишком круглыми» и большими. Анимационные художники в мультипликационной студии Южной Кореи, где много из процесса анимации берёт место, начали рисовать по трафарету шаблонны глаз, которые соответственно Линч назвал «странные большие глаза, которые выглядят в малой степени большими и иногда прекрасными. Что очень даже в Симпсоновском стиле». Мардж сделана с укороченными волосами в сценах-флешбэках, делая её вид моложе. Линч полагал, что будет мило видеть Мардж в «молодом, более заманчивой способе и вид наблюдения прогресса её беременности».

## Культурные отсылки
- Название эпизода — отсылка к американскому сериалу «Я женился на Джоан»[4].